# Zone of the Enders: The 2nd Runner
Zone of the Enders: The 2nd Runner, conocido como Anubis: Zone of the Enders (ANUBIS ZONE OF THE ENDERS Anubisu Zōn obu Endāzu?) en Japón, es un videojuego de disparos en tercera persona hack and slash que fue desarrollado y publicado por Konami para PlayStation 2 en 2003. La secuela de Zone of the Enders se basa en el combate mecha con el jugador controlando una vez más el "Marco Orbital" Jehuty. A diferencia de su predecesor, el juego ahora se centra en elementos de acción y el jugador no necesita proteger a los civiles necesitados y, en cambio, Jehuty contiene más armamento que en el juego anterior.
La trama se desarrolla dos años después de los acontecimientos de "Zone of the Enders" y se centra en Dingo Egret, un exmiembro de la organización militar de Marte, BAHRAM, cuyo líder Ridley "Nohman" Hardiman quiere volver con él. Nohman dispara a Dingo tras su rechazo, pero el agente Ken Marinaris salva a Dingo conectando su cuerpo a Jehuty y lo obliga a trabajar para derrotar a BAHRAM. El juego tuvo un nuevo director, Shuyo Murata, a quien el productor Hideo Kojima nombró para brindar una experiencia diferente. El equipo trabajó para cubrir las críticas que recibió la "Zone of the Enders" original y dieron como resultado que "The 2nd Runner" tuviera más elementos de acción.
El juego recibió una respuesta crítica generalmente favorable debido a las mejoras que tiene en comparación con el juego anterior. Los críticos elogiaron los gráficos y los elementos de juego del juego, pero criticaron su corta duración y presentación. A pesar de la reacción crítica positiva, el juego sufrió ventas mediocres. The 2nd Runner se lanzó en PlayStation 3 y Xbox 360 como parte de Zone of the Enders HD Collection en 2012. Una remasterización, The 2nd Runner M ∀RS, se lanzó en septiembre de 2018 para Microsoft Windows y PlayStation 4. Cuenta con gráficos mejorados con resolución 4K y compatibilidad con auriculares de realidad virtual, así como un diseño de sonido actualizado que admite sonido envolvente.

## Jugabilidad
A lo largo de Zone of the Enders: The 2nd Runner, el jugador controla a Jehuty, el Orbital Frame pilotado por Dingo, desde un punto de vista en tercera persona normalmente detrás de la espalda que se centra entre el jugador y el enemigo cuando está enfocado. Jehuty ahora posee la capacidad de atacar a varios enemigos al mismo tiempo e interactuar con el entorno agarrando objetos y utilizándolos como arma. La jugabilidad es lineal, evitando el "mapa mundial" de Zone of the Enders a favor de etapas consecutivas en las que el jugador debe derrotar a una gran cantidad de enemigos robóticos, así como a otros Orbital Frames y vehículos de combate. El jugador puede reparar completamente a Jehuty recolectando Metatrón y guardando su progreso al comienzo de cada etapa. El jugador puede subir de nivel destruyendo enemigos y recolectar "armas secundarias" al derrotar a los jefes. Dependiendo del progreso de la historia del jugador, las capacidades de Jehuty pueden cambiar. Después de ciertas misiones, el desempeño del jugador se clasifica con una calificación de letras; todo el juego también recibe una puntuación.
El jugador puede desbloquear "Misiones adicionales" durante el transcurso del juego, así como volver a jugar el juego con cualquier encarnación de Jehuty. El juego también incluye un modo versus para un solo jugador y multijugador.
Zone of the Enders: The 2nd Runner también incluye una remake 3D desbloqueable del videojuego arcade original Gradius llamado Zoradius. En Zoradius, el jugador usa el Vic Viper en modo luchador, volando a través de un túnel y derribando a varios enemigos no humanoides del juego para reunir potenciadores que aumenten la potencia de fuego y los escudos del Viper. Aproximadamente a la mitad del escenario, el jugador tiene que luchar a través de un área llena de cabezas Moai que disparan anillos, también un elemento básico de la serie Gradius. El juego termina con una pelea de jefe contra el jefe del Tren, también del juego principal. La música y los efectos de sonido utilizados en Zoradius están tomados del primer juego arcade Gradius, compuesto por Miki Higashino.

## Trama
El juego está ambientado en el año 2174, dos años después de los acontecimientos de Zone of the Enders. Sigue a Dingo Egret, un minero que trabaja en Callisto Callisto (luna). Sin darse cuenta, descubre el Marco Orbital, Jehuty, escondido. Cuando es atacado por las fuerzas de BAHRAM que han venido a apoderarse de él, Dingo sube a Jehuty y se enfrenta a los atacantes, que incluyen a una corredora de Orbital Frame llamada Ken Marinaris. Durante la batalla, Dingo ingresa al acorazado BAHRAM, aparentemente derrotando a Nephtis, un marco orbital controlado por un programa de IA basado en el estilo de lucha de Viola, pero es sometido por Anubis, la contraparte superior de Jehuty controlada por el coronel Ridley. Nohman" Hardiman, líder de BAHRAM. Nohman le pide a Dingo que se una a él una vez más. Cuando Dingo se niega porque Nohman sacrificó a sus camaradas hace años, Nohman le dispara y lo deja morir.
Sin embargo, Ken hace revivir a Dingo y lo coloca dentro de Jehuty. Como Jehuty actúa como un sistema de soporte vital, si Dingo deja a Jehuty, morirá. Luego le dice que es una espía de la UNSF, que trabaja encubierta y que necesita la ayuda de Dingo. Con la ayuda de Ken, Dingo escapa del acorazado con Taper, un soldado de la UNSF que se escondía dentro del barco, y se dirige a Marte. En Marte, Dingo se enfrenta al piloto de la UNSF Leo Stenbuck, expiloto de Jehuty. Leo revela la IA A.D.A. está programado para autodestruir a Jehuty en la base de BAHRAM, Aumaan, lo que obliga a Dingo a unirse a Leo en su búsqueda para destruir a Aumann. Después de varias batallas en el planeta, Dingo se encuentra con Nephtis una vez más y lucha contra ella. La IA dentro de Nephtis posee a Ardjet, lo que obliga a Dingo a desactivar el Marco Orbital para purgar el virus informático. Ken sube a Jehuty y, juntos, buscan a Lloyd, un científico de BAHRAM que puede mejorar a Jehuty, permitiéndole tener una oportunidad contra Anubis.
En un complejo seguro, Dingo y Ken encuentran a Lloyd, quien le dice a Dingo que luche contra él si quiere la mejora de Jehuty. Después de derrotar a Lloyd en combate, cuenta con la ayuda de Ken para mejorar a Jehuty. Mientras se actualiza a Jehuty, Nohman entra volando y ataca a Dingo. Lloyd ayuda a Dingo a escapar, pero Nohman lo mata en el proceso. Cuando Ken se queda atrás, Dingo descubre que en realidad es miembro de BAHRAM cuyo padre era uno de los antiguos camaradas de Dingo y que su muerte resultó en su deseo de vengarse de Nohman.
Dingo se reencuentra con Leo y viajan a Aumaan. Una vez allí, luchan contra lo que creen que es Anubis, pero luego se revela que es un señuelo con Ken adentro. Nohman paraliza a Jehuty y huye de la instalación, destruyéndola. Ken les dice a Dingo y Leo que Aumaan en realidad está en Fobos, la luna más grande de Marte. Los tres entran en el espacio comprimido, donde Dingo lucha contra Anubis en el camino. Al llegar a Fobos, Dingo vuelve a luchar con Nohman, esta vez destruyendo a Anubis, pero no antes de que Nohman pueda activar a Aumaan. Dingo logra evitar la detonación lanzando la cabeza de Anubis al núcleo y escapa con Leo. Después de la batalla, Dingo recupera la salud.

## Desarrollo
Aunque "Zone of the Enders" tuvo un final abierto, el director Noriaki Okamura afirmó que no había planes para una secuela del juego original. However, in May 2002 Konami announced Zone of the Enders: The 2nd Runner. El equipo detrás de "The 2nd Runner" tenía un director, guionista y diseñador de juegos diferente. Esto se hizo para crear un "Z.O.E." completamente nuevo. Shuyo Murata, quien previamente hizo las cinemáticas de "Zone of the Enders", escribió una idea para la secuela que involucraba a Jehuty sobreviviendo a una adicción a Metatron, la energía del juego. Al productor Hideo Kojima le gustó tanto la idea que nombró a Murata como director de la secuela. Sin embargo, en el juego no se utilizó ningún elemento del plan de Murata. Kojima declaró que la mayor parte del crédito del juego se le debe a Murata.
El personal de Konami trabajó en los gráficos del juego para que se destaque entre otros juegos lanzados para PlayStation 2. Varios miembros del personal de la serie Metal Gear trabajaron en los efectos especiales. Para darle una sensación de "anime", el equipo implementó una "sombra casi de dibujos animados" en las explosiones. La acción se mejoró para que el jugador pudiera luchar contra varios enemigos al mismo tiempo, a diferencia de la precuela donde las peleas eran uno a uno. Para poder ofrecer esta función de acción correctamente, el equipo pasó un año trabajando en una nueva cámara 3D. En respuesta a las críticas, el equipo evitó dar marcha atrás y optó por un diseño de juego más lineal. La variedad de enemigos también se incrementó para evitar un juego monótono. El juego ofrece varias misiones en las que el jugador cuenta con la ayuda de personajes no jugables en forma de LEV. Originalmente, esta característica estaba destinada a usarse en la precuela, pero solo apareció en forma de escenas. Para "The 2nd Runner", el equipo logró implementar esta característica durante el juego. El nuevo personaje principal, Dingo Egret, se convirtió en un exsoldado para contrastar con el protagonista de los juegos anteriores, Leo Stenbuck, que era un héroe reacio. Kojima se refirió al tema del juego como "El despertar".
La mayoría de los mechas fueron diseñados por Yoji Shinkawa, el diseñador mecánico y de personajes de la serie Metal Gear que había trabajado anteriormente en la precuela. Para lo anterior, Shinkawa había hecho bocetos de un robot con forma de ataúd. Como a Murata le gustó el diseño, le pidió a Shinkawa que lo desarrollara como Ken's Frame. El nuevo robot de Leo, Vic Viper, se basó en la nave espacial con el mismo nombre de los juegos de disparos con desplazamiento Gradius. Shinkawa tuvo la idea de hacer que Vic Viper fuera el robot de Leo y que pudiera transformarlo, lo cual Murata fue aprobado. Además, el personaje Lloyd y Frame Inhert fueron diseñados por Kazuma Kaneko de la fama de Megami Tensei. Las ilustraciones de los personajes y las ilustraciones seleccionadas de los mechas fueron creadas por Tsubasa Masao. Los diseños de personajes fueron realizados por Nobuyoshi Nishimura, quien asesoró al equipo en la realización de los efectos especiales.
Antes del lanzamiento del juego, se incluyó una demostración japonesa con un número de la revista Dengeki PlayStation en enero de 2003. El juego fue lanzado en Japón tanto en edición regular como en edición limitada. Se han agregado al juego una variedad de armas, enemigos y batallas contra jefes. Las versiones "Edición especial" PAL y NTSC-J del juego incluyeron una variedad de adiciones y extras al juego, incluidas nuevas opciones de entrenamiento de realidad virtual, escenarios adicionales, más dificultades, un video musical con un Tema remezclado "Beyond the Bounds", anti-aliasing y optimizaciones gráficas mejoradas, y nuevos Orbital Frames para el modo Versus, entre otras mejoras en el juego. Esta versión fue lanzada en Japón como Anubis Zone of Enders Special Edition el 15 de enero de 2004 junto con una banda sonora en CD.

### Música
La banda sonora de Zone of the Enders: The 2nd Runner fue lanzada el 19 de marzo de 2003 en el álbum ANUBIS Zone of the Enders Original Soundtrack de Konami Music Entertainment. El álbum fue compuesto por los mismos artistas que el álbum anterior, Norihiko Hibino, Maki Kirioka, Akihiro Honda, Toshiyuki Kakuta y Shuichi Kobori. También se lanzó en Europa aproximadamente en la misma fecha que la versión europea.
El tema principal del juego, "Beyond the Bounds", fue compuesto por Maki Kirioka e interpretado por Maki Kimura. Al crear la canción, Kirioka discutió con Murata la idea de crear una canción alegre que se adaptara a la historia. Aunque no se sentía segura de poder cantarla, Kirioka sintió que podía hacerlo después de conocer a la cantante Maki Kimura. Se distribuyó un sencillo en CD en el Tokyo Game Show de 2002. Un remix de la canción, titulado "Beyond the Bounds (Mitsuto Suzuki 020203 Mix feat.Sana)" también incluido en la banda sonora, se reproduce durante un vídeo musical adicional en las versiones PAL y NTSC-J "Edición especial" del juego, y aparece en Pop'n Music 8. Partes no inglesas de La letra de "Beyond the Bounds" fue influenciada por el idioma finlandés.

## Recepción
El juego recibió críticas positivas de los sitios de juegos y obtuvo un 82 sobre 100 en Metacritic. Las publicaciones de videojuegos señalaron que tenía varias mejoras con respecto a la Zone of the Enders original con  GameSpot llamándolo "lo que debería haber sido la Zona de los Enders original". Esto se debió al combate más rápido, el aumento de las habilidades de Jehuty y la variedad del número de enemigos. Un crítico de Electronic Gaming Monthly lo llamó "el mejor juego que he jugado desde Metroid Prime", y elogió los rápidos movimientos de Jehuty y su desafiante dificultad. Sin embargo, la jugabilidad también atrajo críticas, ya que GameSpy la encontró poco desarrollada y tuvo varias batallas contra jefes escritas. GameRevolution estuvo de acuerdo en un núcleo de juego simplista refiriéndose a él como un "shooter bastante sencillo sin personalización y con poco desarrollo de naves". La corta duración del juego también fue un tema común de crítica. Los críticos ofrecieron opiniones diferentes sobre el valor de repetición. Si bien Eurogamer estaba decepcionado por su corta duración y esperaba una secuela futura para resolver este problema, GameSpot creyó que valía la pena volver a jugar debido a su combate y contenido adicional. En los Japan Game Awards de 2002, The 2nd Runner recibió el "Premio a la Excelencia".
La presentación del juego fue bien recibida en cuanto a gráficos. Los críticos disfrutaron la combinación entre elementos 3D y personajes de anime. GameRevolution señaló que si bien la velocidad de fotogramas a veces tiene problemas que provocan ralentizaciones, sigue siendo uno de los juegos más atractivos de su consola. De manera similar, IGN lo incluyó como uno de los juegos de PlayStation 2 más atractivos de todos los tiempos. La historia ha sido elogiada por su mayor enfoque en la acción en lugar de la filosofía, siendo Dingo Egret mejor recibido que el protagonista de la precuela, Leo Stenbuck. Sin embargo, el doblaje en inglés ha sido criticado a menudo y GameSpy se refirió a él como "atroz", mientras que un crítico de "Electronic Game Monthly" encontró que Dingo tuvo las peores entregas de todo el juego. Además, el guion ha sido criticado por repetir con frecuencia las mismas palabras.
A pesar de su favorable acogida, "The 2nd Runner" obtuvo unas ventas mediocres. In 2003, it was the 130th best-selling game in Japan, selling 97,296 copies. Producer Hideo Kojima blamed himself due to issues with the release time frame. He considered the game a "medium success" and believed it could have ended up "a major Kojima Productions title to follow MGS" as a series. As a result, Kojima mentioned he devised as a game plan and method for sales should eventually develop another sequel.
In late 2012, The 2nd Runner was ported to the Xbox 360 and PlayStation 3 alongside its predecessor as part of the Zone of the Enders HD Collection. The release included a demo for the upcoming Metal Gear Rising: Revengeance. Desde 2008, Hideo Kojima ha estado desarrollando el concepto de Zone of the Enders 3, pero se mantuvo alejado del desarrollo del juego hasta que se completaron todos los títulos importantes. El 25 de mayo de 2012, Kojima confirmó que había comenzado el trabajo en la próxima entrega de la serie Zone of the Enders. Sin embargo, el proyecto fue cancelado después de que Kojima Productions reconociera problemas dentro de la  Zone of the Enders HD Collection.
En el Tokyo Game Show 2017, se anunció Zone of the Enders: The 2nd Runner M∀RS, que presenta gráficos mejorados, compatibilidad con resolución 4K, compatibilidad con auriculares VR y una versión actualizada. Diseño de sonido compatible con sonido envolvente. Fue lanzado en septiembre de 2018 para PlayStation 4 y Microsoft Windows. El juego vendió un total de 158,691 unidades para PS2 y PS4 en Japón.

## Enlaces exclusivos
- Zone of the Enders: The 2nd Runner en MobyGames
- Esta obra contiene una traducción  derivada de «Zone of the Enders: The 2nd Runner» de Wikipedia en inglés, publicada por sus editores bajo la Licencia de documentación libre de GNU y la Licencia Creative Commons Atribución-CompartirIgual 4.0 Internacional.

- Datos: Q1058692